# عبد المالك شراد
عبد الملك شراد (بالإنجليزية: Abdelmalek Cherrad)‏ (مواليد 14 يناير 1981 في لوترونك) لاعب كرة قدم جزائري دولي يجيد اللعب في مركز الهجوم. يلعب حاليا لصالح نادي ماريتيمو البرتغالي منذ سنة 2010.

## روابط خارجية
- عبد المالك شراد على موقع رابطة كرة القدم الفرنسية للمحترفين (الإنجليزية)
- عبد المالك شراد على موقع قاعدة بيانات كرة القدم.إي يو (الإنجليزية)
- عبد المالك شراد على موقع ناشيونال فوتبول تيمز (الإنجليزية)